# برونو مارس
پیتر جین هرناندز (انگلیسی: Peter Gene Hernandez؛ زادهٔ ۸ اکتبر ۱۹۸۵) که با نام برونو مارس (Bruno Mars) شناخته می‌شود، خواننده-ترانه‌سرای آمریکایی است. او برای اجراهایش بر روی استیج، فن نمایش رترو، و بابت اجرای طیف گسترده‌ای از سبک‌های موسیقی، از جمله پاپ، آراندبی، فانک، سول، رگی، دیسکو و راک شناخته شده است. مارس به‌وسیلهٔ گروهش هولیگانز—که به‌عنوان خواننده پشتیبان و رقصنده نیز فعالیت می‌کنند—همراهی می‌شود. در سال ۲۰۲۱، مارس و اندرسون پاک، ابرگروه موسیقی دونفرهٔ سیلک سونیک را تشکیل دادند.
مارس در سال ۲۰۰۳ به لس آنجلس نقل مکان کرد تا کار موسیقی را دنبال کند. در پی عقد قرارداد کوتاهی با موتاون، او ابتدا خود را در صنعت موسیقی به‌عنوان ترانه‌سرا و یکی از بنیان‌گذاران تیم تهیه‌کنندگی اسمزینگتونز مطرح کرد. او پس از حضور به‌عنوان خوانندهٔ مهمان در تک‌آهنگ‌های «هیچ‌چیز در مورد تو» (۲۰۰۹) اثر بی. او. بی، که به صدر جدول بیلبورد هات ۱۰۰ رسید، و همچنین «میلیاردر» (۲۰۱۰) اثر تراوی مک‌کوی که از نظر تجاری موفق بود، به‌عنوان هنرمند موسیقی به شهرت رسید. در همان سال، مارس نخستین آلبوم استودیویی خود به‌نام دوواپ‌ها و اوباش‌ها (۲۰۱۰) را منتشر کرد که تلفیقی از پاپ با رگی و آراندبی بود. این آلبوم با تک‌آهنگ‌های موفق «همانگونه که هستی»، «نارنجک» و «ترانه تنبلی» همراه بود. دومین آلبوم استودیویی او، جوک‌باکس غیرمتعارف (۲۰۱۲) با الهام از هر دو ژانر یاد شده، و همچنین دیسکو، فانک، راک، و سول، نخستین آلبوم او شد که به صدر بیلبورد ۲۰۰ رسید. دو ترانه از این آلبوم، «بیرون مانده از بهشت» و «وقتی که من مردت بودم»، به صدر بیلبورد هات ۱۰۰ رسیدند.
در سال ۲۰۱۴، مارس در تک‌آهنگ «فانک بالاشهری» اثر مارک رانسون حضور داشت که در صدر جدول‌های مختلف موسیقی قرار گرفت و در مجموع ۱۴ هفته را در صدر بیلبورد هات ۱۰۰ گذراند. سومین آلبوم استودیویی مارس، جادوی ۲۴ قیراطی (۲۰۱۶) با تمرکز بر آراندبی، هفت جایزه گرمی دریافت کرد و برنده دسته‌های اصلی آلبوم سال، ضبط سال و ترانه سال شد. مارس در سال ۲۰۲۱ به‌عنوان عضو سیلک سونیک، آلبوم استودیویی مشترک یک بعد از ظهر با سیلک سونیک را منتشر کرد که به ژانر آراندبی و سول دههٔ ۱۹۷۰ می‌پرداخت. این آلبوم چهار جایزه گرمی از جمله ضبط سال و ترانهٔ سال را دریافت کرد. در سال ۲۰۲۴ دونوازی‌های او، «با لبخند بمیر» (با لیدی گاگا) و «ای‌پی‌تی.» (با رزی)، به صدر جدول ۲۰۰ آهنگ جهانی بیلبورد رسیدند.
مارس بیش از ۱۳۰ میلیون نسخه از آثارش را در سراسر جهان فروخته است و به یکی از پرفروش‌ترین هنرمندان موسیقی در تاریخ تبدیل شده است. هشت ترانهٔ او به صدر جدول بیلبورد هات ۱۰۰ رسیده‌اند و تورهای کنسرتی او برخی از پردرآمدترین تورهای کنسرتی تاریخ هستند. او ۱۵ جایزه گرمی، چهار جایزه بریت، یازده جایزه موسیقی آمریکا، ۱۳ جایزه سول‌ترین و سه رکورد جهانی گینس و نیز جوایز دیگری دریافت کرده است. نام او در فهرست بهترین ترانه‌سرایان میوزیک ویک (۲۰۱۱) و بهترین هنرمندان تمام دوران بیلبورد (۲۰۱۹) و رتبه‌بندی‌هایی مانند تایم ۱۰۰ و ۱۰۰ ستاره ثروتمند فوربز آمده است. مارس نخستین هنرمندی بود که شش ترانه‌اش در ایالات متحده گواهی الماس گرفتند و به‌سبب کارنامهٔ تأثیرگذارش، از سوی چندین نشریه پاپ آیکان دانسته شده است.

## اوایل زندگی
پیتر جین هرناندز در ۸ اکتبر ۱۹۸۵ در هونولولو، هاوایی، در خانواده پیتر هرناندز و برنادت سان پدرو بایوت که در منطقهٔ وایکیکی هونولولو بزرگ شده بودند، به دنیا آمد. پدرش دارای نیاکان پورتوریکویی و یهودی است و اصالتاً اهل بروکلین، نیویورک است. مارس بیان کرده که اجداد یهودی او اهل مجارستان و اوکراین بوده‌اند. مادرش از فیلیپین به هاوایی مهاجرت کرد و فیلیپینی و مقداری اسپانیایی‌تبار بود. پدر و مادرش هنگام اجرای نمایشی که در آن مادرش در حال رقص هولا بود و پدرش سازهای کوبه‌ای می‌نواخت، با یکدیگر آشنا شدند. او یکی از شش فرزند خانواده است. هنگامی که دو ساله بود، به دلیل شباهتش به کشتی‌گیر حرفه‌ای برونو سامارتینو، پدرش به او لقب «برونو» داد.
مارس در خانواده‌ای موسیقی‌دوست بزرگ شد. خانواده‌اش او با ترکیب متنوعی از ژانرهای موسیقی، از جمله راک اند رول، و بعداً رگی، هیپ هاپ و ریتم اند بلوز آشنا کردند. مادرش هم خواننده و هم رقصنده بود و پدرش موسیقی لیتل ریچارد (که از کودکی الهام‌بخش مارس بود) را اجرا می‌کرد. عمویش تقلیدگر الویس پرسلی بود و مارس سه ساله را ترغیب کرد تا ترانه‌هایی از پرسلی و مایکل جکسون را روی صحنه اجرا کند. مارس در چهار سالگی، پنج روز در هفته را به اجرای موسیقی با گروه خانوادگی اختصاص می‌داد و در هاوایی بابت تقلید الویس پرسلی شناخته شد. زمانی که پنج ساله بود، طی اجرای ترانهٔ «نمیشه عاشق نشم» در خودش ادرار کرد که باعث شد والدینش فکر کنند ممکن است مرتکب اشتباه شده باشند. با این حال، مارس نسبت به کارش دچار تردید نشد. در سال ۱۹۹۰، مارس به عنوان «الویس کوچولو» در نشریهٔ میدویک حضور داشت و در نمایش نیمه‌وقت فوتبال کالجی آلوها باول ۱۹۹۰ اجرا کرد.

## زندگی شخصی
اریک هرناندز، برادر مارس، بی‌وقفه به‌عنوان درامر در گروه پشتیبان مارس حضور داشته است. خواهران آن‌ها، تیارا، تاهیتی و پریسلی، و همچنین عموزاده آن‌ها جیمی، گروه موسیقی تمام‌دخترانهٔ The Lylas را تشکیل داده‌اند. هنگامی که جیمی جوان بود، به دلیل مسائل بین والدین به‌همراه خواهر و برادرش نقل مکان کرد.
مارس در سال ۲۰۱۱ با مدل جسیکا کابان رابطه برقرار کرد. این دو تا سال ۲۰۱۹ با هم بودند و در عمارتی در هالیوود هیلز با یک روتوایلر زندگی می‌کردند.
در ۳۱ می ۲۰۱۳، مارس از کنسرت خارج از کشور به لس آنجلس بازمی‌گشت و در فرودگاه متوجه شد که مادرش به شدت بیمار است. او بلافاصله با هواپیما به هاوایی آمد. روز بعد، مادرش در ۵۵ سالگی به دلیل عوارض آنوریسم مغزی درگذشت.

## آلبوم‌ها
آلبوم‌های استودیویی
- دوواپ‌ها و اوباش‌ها (۲۰۱۰)
- جوک‌باکس غیرمتعارف (۲۰۱۲)
- جادوی ۲۴ قیراطی (۲۰۱۶)

آلبوم‌های همکاری
- یک بعد از ظهر با سیلک سونیک (با اندرسون پاک، به‌عنوان سیلک سونیک) (۲۰۲۱)